# Abdelkader Benahmed
Abdelkader Benahmed est un footballeur international algérien né le 2 octobre 1951 à Tipaza, et décédé le 26 avril 2014. Il évoluait au poste d'attaquant.
Il compte trois sélections en équipe nationale en 1978.

## Biographie
Surnommé « Le barbu », il était timide et discret.
Il s'engage avec le club de l'USM El Harrach en 1973, en provenance de l'équipe de Sonacome, dans le championnat corporatif.
En 1974, il remporte la Coupe d'Algérie avec l'USMH, alors que son club évolue pourtant en deuxième division. Il s'illustre en inscrivant un but lors de la finale.
L'année suivante, il est de nouveau décisif en inscrivant un but important face à l'ASO Chlef, permettant à son équipe d'accéder à la première division.
Abdelkader Benahmed reçoit trois sélections en équipe d'Algérie. Il débute en équipe nationale le 24 février 1978, sous la direction de Rachid Mekhloufi. Il joue notamment la rencontre amicale face au club belge d'Anderlecht. Mais, gravement blessé, il doit être évacué du terrain sur civière, seulement quelques minutes après son entrée en jeu.

## Palmarès
- Vainqueur de la coupe d'Algérie en 1974 avec l'USM El Harrach.
- Accession en Ligue 1 en 1975 (Groupe Centre) avec l'USM El Harrach.